# Almendralejo
Almendralejo é um município da Espanha na comarca da Terra de Barros, província de Badajoz, comunidade autónoma da Estremadura, de área 164,5 km². Em 2021 tinha 33 741 habitantes (densidade: 205,1 hab./km²).
É conhecida por "cidade da cava", produzindo anualmente mais de seis milhões de garrafas deste vinho espumante. Aqui nasceram os poetas José de Espronceda (1808–1842) e Carolina Coronado (1820–1911).

## Demografia
| Variação demográfica do município entre 1991 e 2004 [carece de fontes?] | Variação demográfica do município entre 1991 e 2004 [carece de fontes?] | Variação demográfica do município entre 1991 e 2004 [carece de fontes?] | Variação demográfica do município entre 1991 e 2004 [carece de fontes?] |
| ----------------------------------------------------------------------- | ----------------------------------------------------------------------- | ----------------------------------------------------------------------- | ----------------------------------------------------------------------- |
| 1991                                                                    | 1996                                                                    | 2001                                                                    | 2004                                                                    |
| 24268                                                                   | 27209                                                                   | 27521                                                                   | 29132                                                                   |

## Património
- Sepulcro pre-histórico de Huerta Montero;
- Museu das Ciências do Vinho;
- Praça de touros de 1843;
- Palácio de Monsalud (alberga a Câmara Municipal);
- Teatro Carolina Coronado